# Giovanni Francesco Sagredo

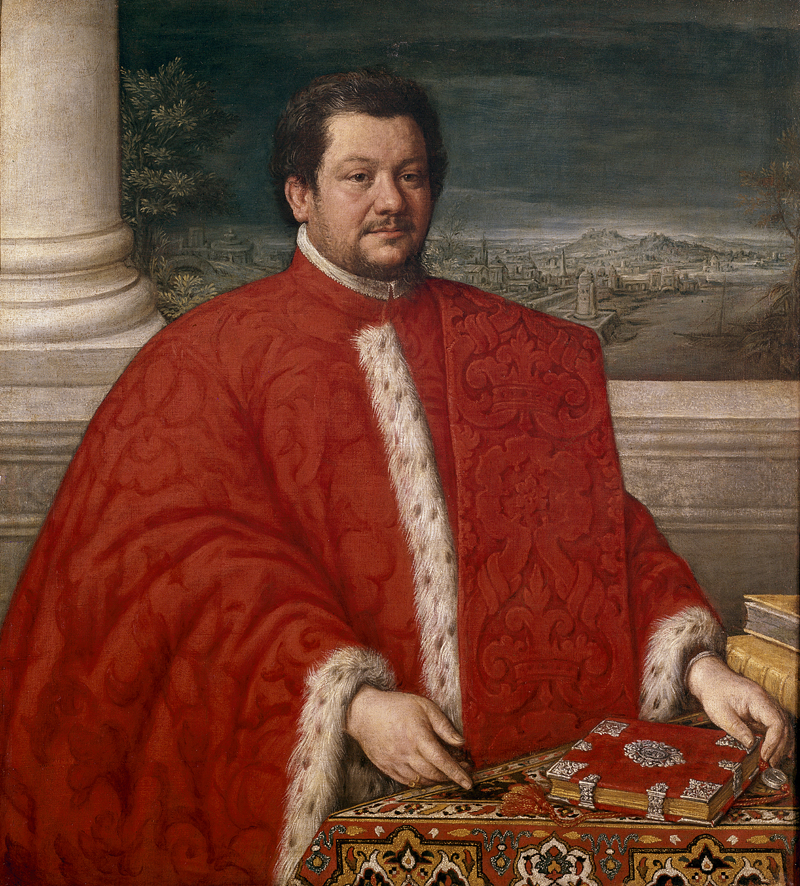
Sagredo Ende der 1590er-Jahre in der Robe des Prokurators von San Marco, porträtiert 1619 von Leandro Bassano und/oder von Girolamo da Ponte.

Giovanni Francesco Sagredo (* 19. Juni 1571 in Venedig; † 5. März 1620 ebendort) war ein venezianischer Mathematiker und Ratsherr. Sowohl mit William Gilbert als auch mit Galileo Galilei führte Sagredo eine intensive Korrespondenz, insbesondere mit Galilei verband ihn eine enge Freundschaft – so ist er einer der drei Gesprächspartner in Galileis Dialog über die beiden hauptsächlichsten Weltsysteme, der 1632, über eine Dekade nach Sagredos Tod, erschien, sowie in Unterredungen und mathematische Demonstrationen über zwei neue Wissenszweige von 1638.

## Leben
Die Familie Sagredo war im Zuge des Chioggia-Kriegs in den venezianischen Adel aufgestiegen. Giovanni Francesco Sagredos Großvater war Prokurator von San Marco, sein Vater zunächst Provveditore von Palmanova und Zypern, ab 1611 ebenfalls Prokurator von San Marco und ab 1613 als einer der drei Riformatori dello Studio di Padova in zentraler Position im Forschungs-, Bildungs- und Hochschulwesen der Republik Venedik tätig. Der älteste Sohn seines jüngsten Bruders Zaccaria (* 1572), Niccolò Sagredo (* 1606), wurde 1675 Doge von Venedig. Die wohlhabende Familie lebte vornehmlich im Palazzo Sagredo, besaß Wälder und Eisenminen in den venezianischen Dolomiten sowie eine Villa in Marocco di Venezia, südlich von Mogliano Veneto.
Giovanni Francesco Sagredo nahm Ende des 16. Jahrhunderts Privatunterricht bei Galileo Galilei, der seit 1592 an der Universität Padua lehrte. Im frühsten auf ihn zurückzuführenden Schriftzeugnis entschuldigt er sich 1599 bei Galilei, dass er für diesen keine Gehaltserhöhung erwirken konnte. Zu diesem Zeitpunkt verband beide bereits eine enge Freundschaft. Etwa hundert weitere Briefe Sagredos an Galilei sind bekannt, die Antworten Galileis gelten als verloren.
Ab 1596 war Sagredo Mitglied des Großen Rats. 1606 wurde er zum Schatzmeister von Palmanova ernannt, von 1608 bis 1611 war Sagredo venezianischer Konsul in Aleppo. Nachdem Galilei 1610 Padua verlassen hatte, um sich in Florenz ohne Lehrverpflichtung seinen Forschungen zu widmen, sahen sich Sagredo und Galilei nicht wieder. In den von 1612 und 1620 von Sagredo an Galilei versandten Briefen widmet er sich unter anderem der Optik, der Thermometrie und der Gezeitentheorie. 1619 verschickte er obiges Gemälde an Galilei, das – heute im Ashmolean Museum in Oxford ausgestellt – noch in Galileis Räumen hing, als er die Discorsi schrieb.
Neben seinen politischen Tätigkeiten befasste sich Sagredo unter anderem mit Magnetismus. Im Zuge dessen begann er eine Korrespondenz mit dem britischen Physiker William Gilbert.
Giovanni Francesco Sagredo war „Vorbild“ der Rolle des Sagredo in Bertolt Brechts Theaterstück Leben des Galilei.